# 2042
Het jaar 2042 is een jaartal volgens de christelijke jaartelling. Pasen valt dit jaar op 6 april.

## Gebeurtenissen
- Op 17 september zullen een aantal IBM Mainframes last krijgen van een probleem dat vergelijkbaar is met de Millenniumbug.